# Quaternio terminorum
Quaternio terminorum (de la frase latina que significa de cuatro términos), llamada también falacia de cuatro términos o error de cuatro términos, es un tipo de error en un razonamiento expresado en forma de silogismo sin evidenciar un cuarto término que induce a una falacia.

## Ejemplos
Un ejemplo típico de silogismo es:
Premisa mayor:  Los hombres  son mortales.

Premisa menor:  Los griegos son hombres.

Conclusión (ergo): Los griegos son mortales.
Un ejemplo de quaternio terminorum es:
- Sólo los hombres son esencialmente libres.
- Las mujeres no son hombres.
- Las mujeres no son libres.

En el segundo ejemplo, el del quaternio terminorum, los términos que aparecen como evidentes son las palabras hombre, libre, mujer. Pero, a modo de un non sequitur en la supuesta premisa mayor se utiliza la palabra hombre en su acepción de especie (Homo sapiens) mientras que en la supuesta premisa menor del quaternio terminorum se ha trocado el significado de la palabra hombre utilizando la acepción de sexo (hombre como sinónimo de varón), es decir, se ha incluido subrepticiamente un cuarto término, de allí que la conclusión del quaternio terminorum es errónea, un sofisma.